# Ludwig Friedrich (Württemberg-Mömpelgard)

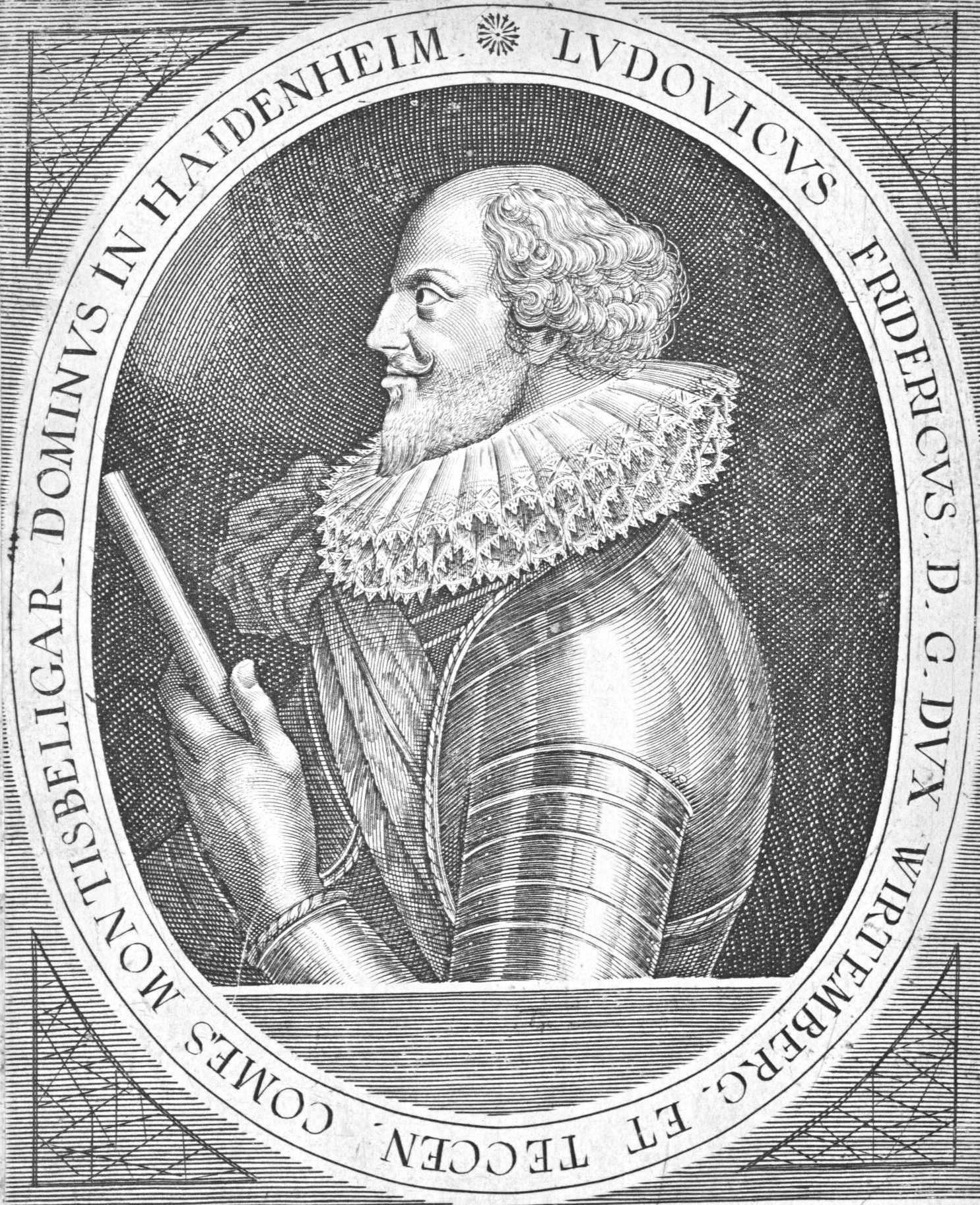
Ludwig Friedrich von Württemberg-Mömpelgard

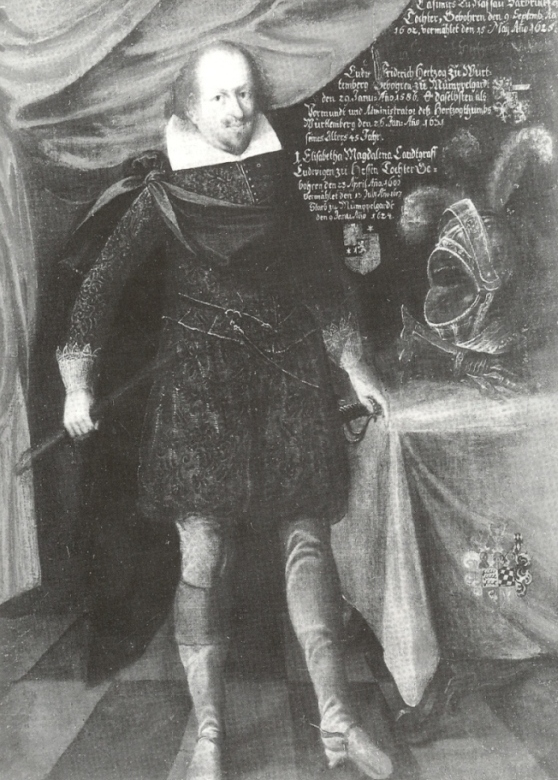
Ludwig Friedrich von Württemberg-Mömpelgard

Ludwig Friedrich von Württemberg-Mömpelgard (* 29. Januar 1586 in Mömpelgard; † 26. Januar 1631 ebenda) war Begründer einer Seitenlinie des württembergischen Herzogshauses und Herzog von Württemberg-Mömpelgard. Er war bei seinen Untertanen sehr beliebt, die ihn Le bon duc Louis nannten.

## Familie
Ludwig Friedrich von Württemberg kam als fünftes Kind und zweitältester Sohn von Herzog Friedrich I. von Württemberg und der Prinzessin Sibylla von Anhalt auf Schloss Mömpelgard zur Welt.

## Leben
Ludwig Friedrichs älterer Bruder Herzog Johann Friedrich von Württemberg sprach ihm am 28. Maijul. / 7. Juni 1617greg. im „Fürstbrüderlichen Vergleich“ sämtliche linksrheinischen Besitzungen Württembergs (Mömpelgard, Reichenweiher, Horburg) mit voller Landeshoheit zu. Damit wurde Ludwig Friedrich zum Begründer der jüngeren Seitenlinie Württemberg-Mömpelgard. Seine Regierung stand unter den Belastungen des Dreißigjährigen Kriegs, die auch in Mömpelgard zu Hungersnot und Pestepidemie führten. Nach dem Tod seines Bruders Herzog Johann Friedrich am 18. Julijul. / 28. Juli 1628greg. wurde er als Vormund des erst dreizehnjährigen Eberhard III. nach Stuttgart berufen. Seine dortige Amtszeit war geprägt durch die Auseinandersetzungen nach dem Restitutionsedikt Kaiser Ferdinands II., durch das Württemberg etwa ein Drittel seines Territoriums verlor. Im November 1630 kehrte er krank nach Mömpelgard zurück, wo er am 26. Januarjul. / 5. Februar 1631greg. starb.

## Ehe und Nachkommen
Ludwig Friedrich heiratete am 14. Juli 1617 Elisabeth Magdalena von Hessen-Darmstadt, Tochter des Ludwig V. zu Hessen-Darmstadt und der Magdalena von Brandenburg (1582–1616). Aus der Ehe gingen drei Kinder hervor:
- Christoph (* 24. Dezember 1620; † 1. Januar 1621)
- Henriette Luise (* 30. Juni 1623; † 3. September 1650; ⚭ 31. August 1642) mit Markgraf Albrecht II. von Brandenburg-Ansbach
- Leopold Friedrich (* 30. Mai 1624; † 15. Juni 1662)

Nach dem Tod Elisabeth Magdalenas am 9. Juni 1624 heiratete Ludwig Friedrich am 15. Mai 1625 Anna Eleonora von Nassau-Saarbrücken-Weilburg, Tochter des gefürsteten Grafen Johann Casimir zu Nassau-Saarbrücken-Weilburg und der Elisabeth von Hessen-Darmstadt (1579–1655), sowie Cousine mütterlicherseits der ersten Gattin. Auch aus dieser Ehe gingen drei Kinder hervor:
- Georg (* 5. Oktober 1626; † 1. Juni 1699)
- Heinrich (* 19. Dezember 1627; † Januar 1628)
- Georgia Ludovica (* 1. Februar 1630; † 11. April 1630)